# Pålssonhuset, Käglinge

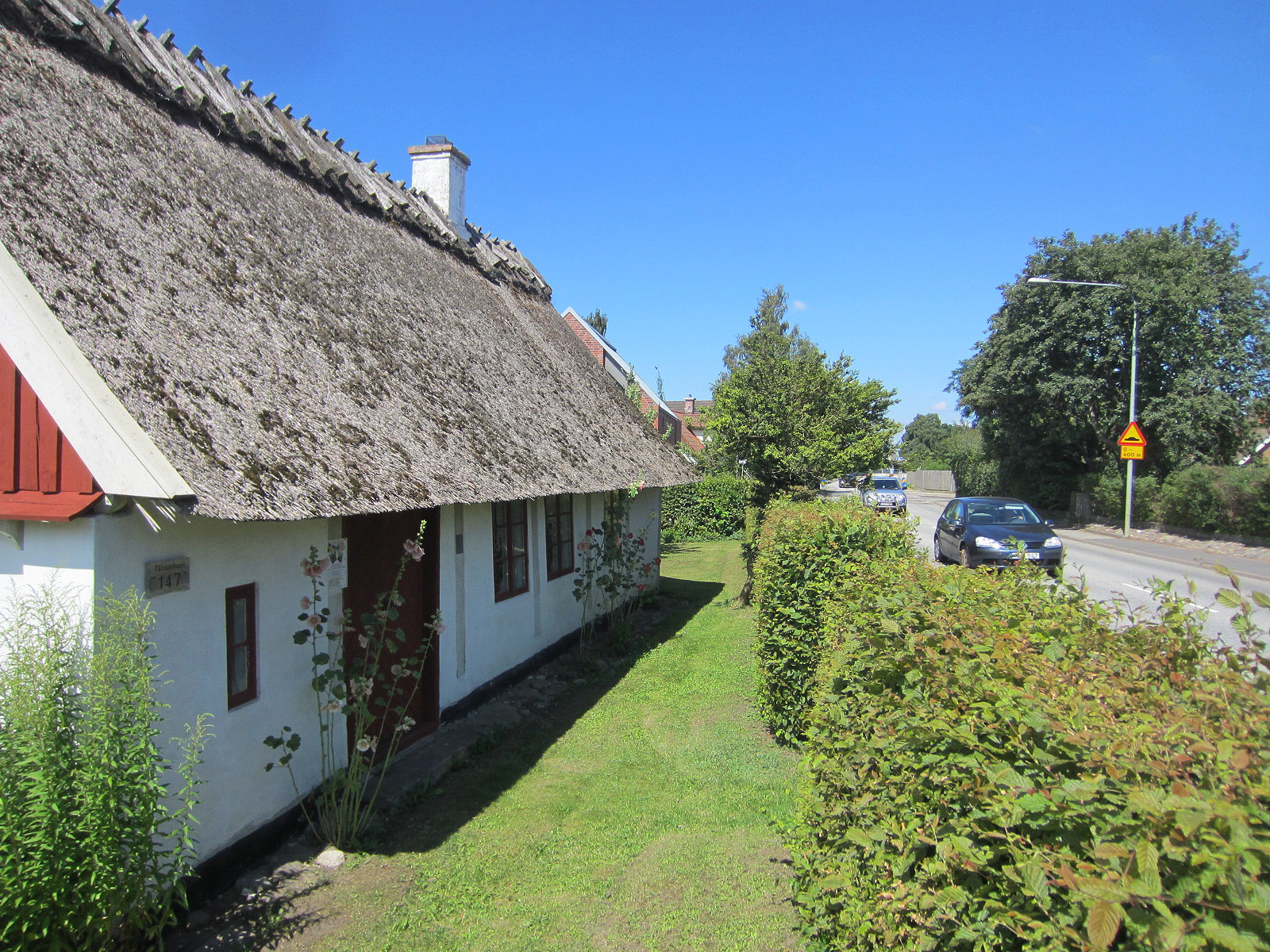
Pålssonhuset sett från landsvägssidan.

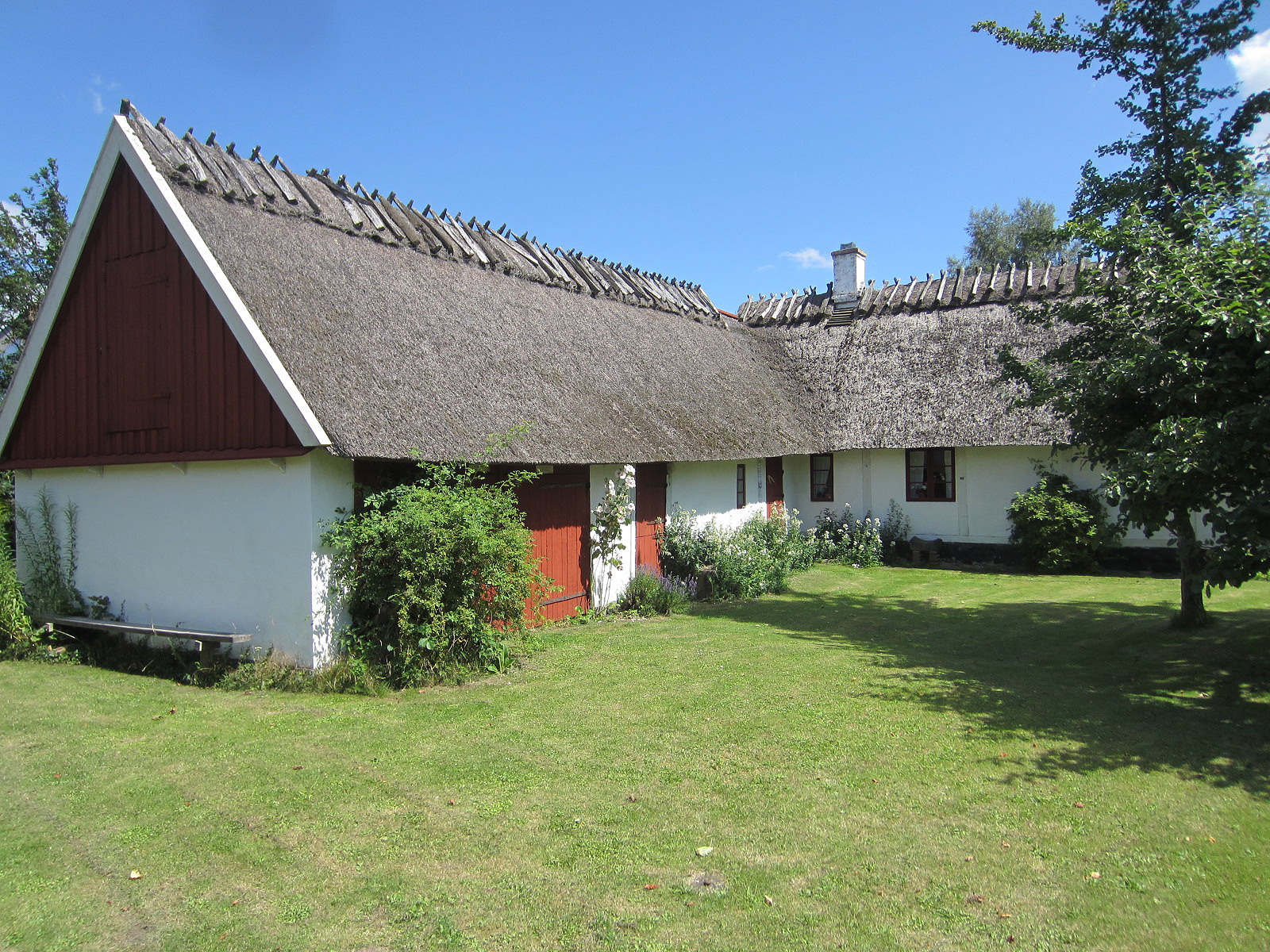
Pålssonhuset sett från gårdssidan.

Pålssonhuset är en hembygdsgård med anor från tidigt 1800-tal i byn Käglinge by i Malmö kommun.
Pålssonhuset, med gammalt tomtnummer 2 i Käglinge, ligger direkt invid den urgamla landsvägen över Söderslätt mellan Malmö och Ystad. Den nuvarande bebyggelsen uppskattas vara uppfört omkring 1830. Ursprungligen bestod den av tre sammanbyggda längor; boningslängan ut mot vägen i öster, stallbyggnaden i söder och logen/trösklängan i väster. Den västra längan är numera försvunnen.
Gårdens ägare sedan 1920-talet var Oxie kommuns siste kommunalordförande Gustaf Pålsson (1897-1987) innan kommunen inkorporerades med Malmö. Hans morfar flyttade som 4-åring in i gården 1836. 1924 blev Gustaf Pålsson fjärdingsman i Oxie men han blev också en legendarisk auktionsförrättare och hembygdsforskare. Efter det att han uppfört ett modern hus överlät han den gamla gården till SSU och senare inhystes här också Oxie ABF:s bibliotek, Oxies första folkbibliotek.  
Huset var i mycket dåligt skick när Käglinge Egnahemsförening 1985, efter initiativ av Malmö tekniska museums chef Per Ragnarson, bildade en egen restaureringsgrupp.  Med den då åldrige Gustaf Pålsson som mentor återställde man gården som den såg ut på 1930-talet. Restaureringen slutfördes 1987. Pålssons många föremål med anknytning till gården har sedan fått bildat grundstomme i den samling som finns nu utställd.
Gården, som är den sista äldre bevarade så kallade smågården i Malmö, är numera skyddat kulturarv. 

## Externa länkar

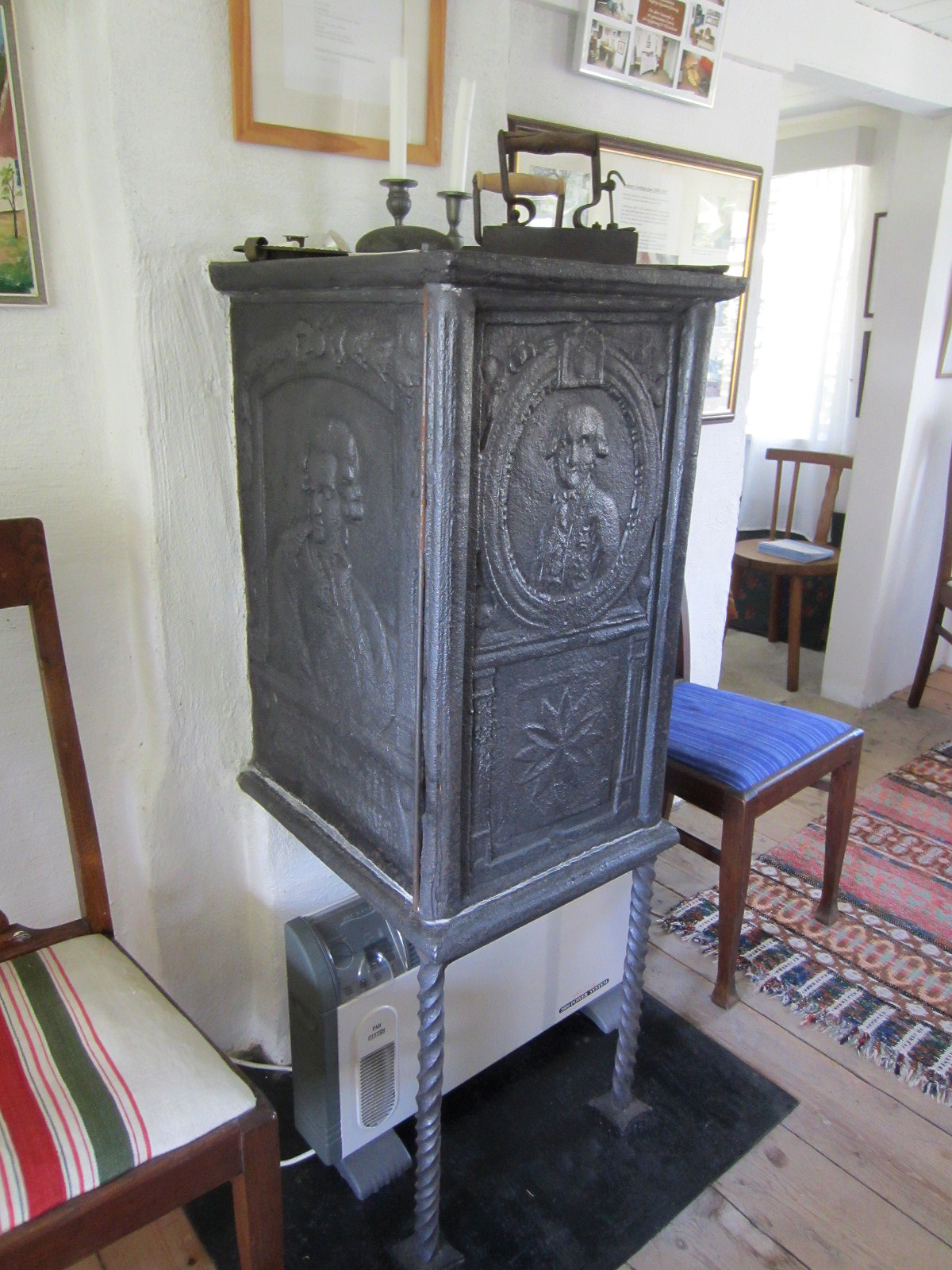
Sättugn från 1700-talet i Pålssonhuset.
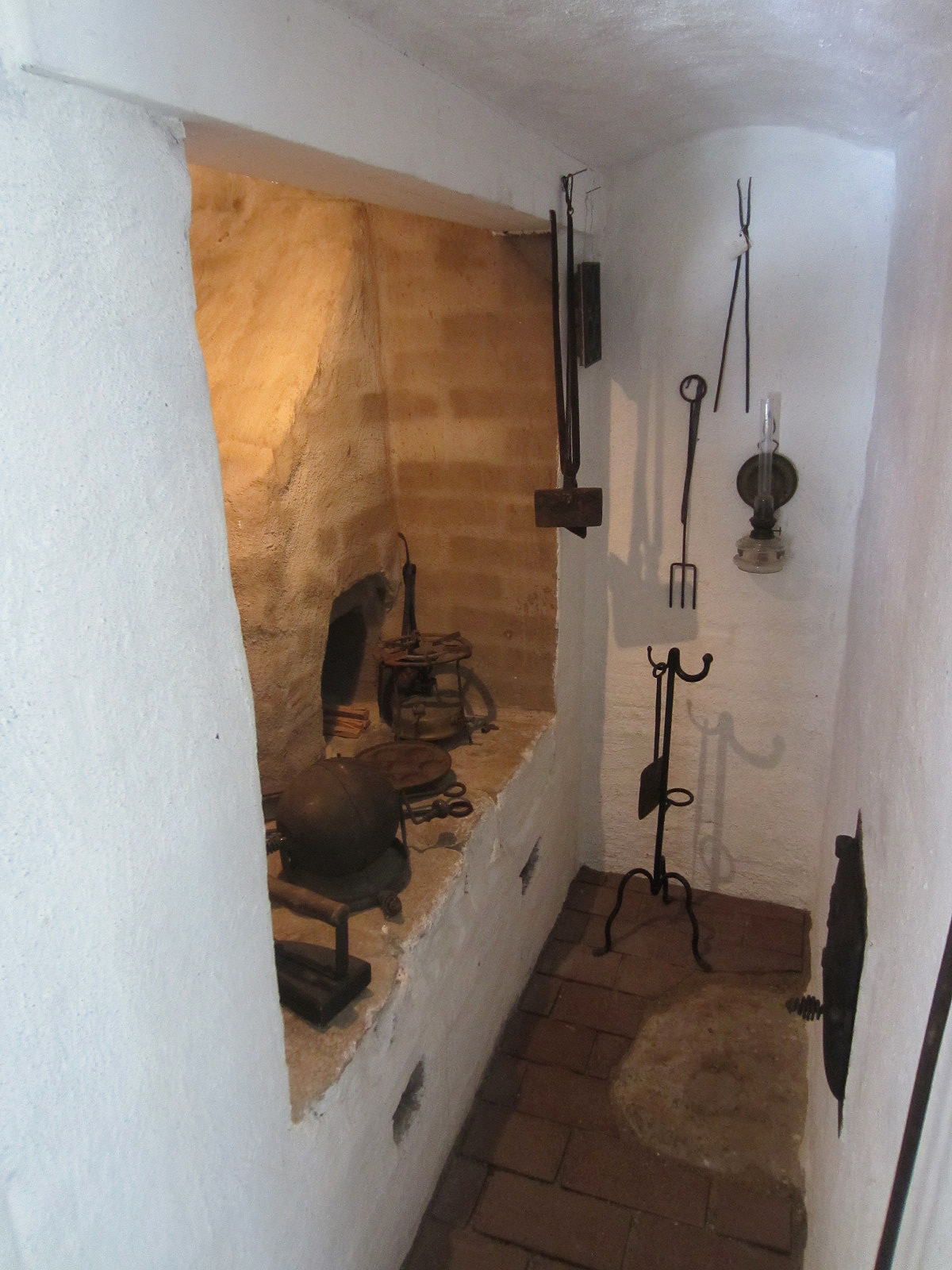
Köksdelen i Pålssonhuset.
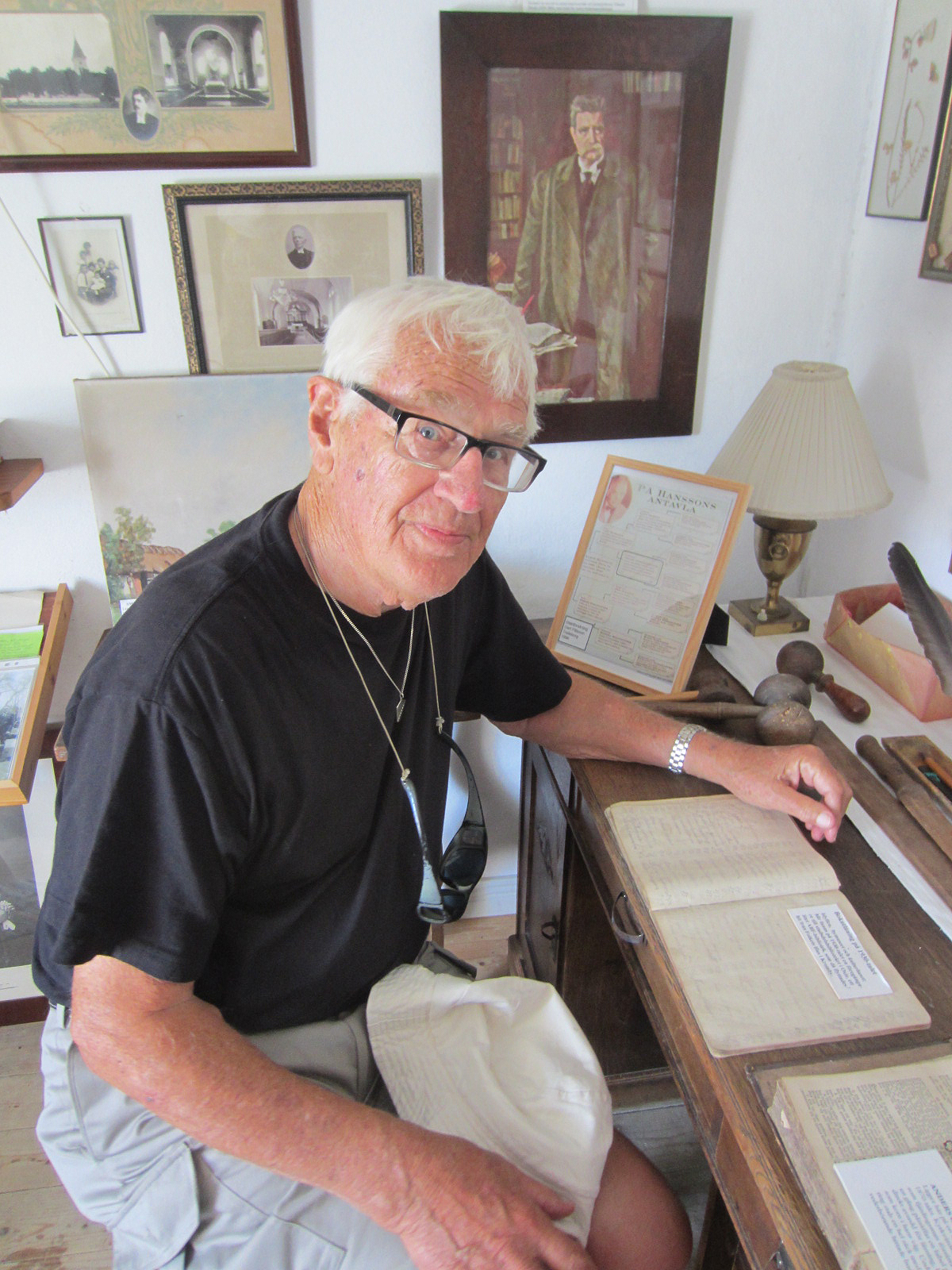
Per Ragnarson i Pålssonhuset 2014.